# 浄願寺 (高松市)
浄願寺（じょうがんじ）は、香川県高松市番町二丁目にある浄土宗の寺院である。山号は超世山。本尊は阿弥陀如来。

## 歴史
この寺は、室町時代中期の文明年間（1469年～1487年）源誉慶公の開基により現在の宇多津町に創建された寺のに始まるとされる。1587年（天正15年）生駒親正が高松城に入ると、その翌年寺地を高松に移された。江戸時代に入り松平頼重が高松に入封すると再興され、高松藩主の菩提寺となり寺運は隆盛した。明治維新後の1899年（明治32年）には高松市役所が北古馬場町（現御坊町）の福善寺から当寺へ移転。それから1913年（大正2年）まで市役所が置かれる。その後は火災・空襲などにより度々焼失して寺地を換え、現在地に移ったのは昭和24年（1949年）以降のことである。

## 交通アクセス
- JR高松駅：徒歩14分
- ことでん瓦町駅：徒歩14分
- ことでんバス市役所前バス停：徒歩3分